# Eizō Yuguchi
Eizō Yuguchi (jap. 湯口 栄蔵, Yuguchi Eizō; * 4. Juli 1945 in Osaka, Präfektur Osaka; † 2. Februar 2003 in Nara, Präfektur Nara) war ein japanischer Fußballspieler.

## Nationalmannschaft
1969 debütierte Yuguchi für die japanische Fußballnationalmannschaft. Yuguchi bestritt fünf Länderspiele und erzielte dabei ein Tor. Mit der japanischen Nationalmannschaft qualifizierte er sich für die Olympischen Spiele 1968. Bei den Olympischen Spielen 1968 konnte Japan die Bronzemedaille gewinnen.

## Errungene Titel

### Mit der Nationalmannschaft
- Olympische Sommerspiele 1968: Bronzemedaille

### Mit seinen Vereinen
- Japan Soccer League: 1971
- Kaiserpokal: 1968, 1970